# Nordlyckospindel
Nordlyckospindel (Agyneta suecica) är en spindelart som beskrevs av Holm 1950. Nordlyckospindel ingår i släktet Agyneta och familjen täckvävarspindlar. Arten är reproducerande i Sverige. Inga underarter finns listade i Catalogue of Life.